# Засмага (фільм)
«Засмага» (англ. Suntan) — грецький комедійно-драматичний фільм, знятий Аргірісом Пападімітропулосом. Світова прем'єра стрічки відбулась 2 лютого 2016 року на Роттердамському міжнародному кінофестивалі. Фільм розповідає про 40-річного лікаря Костіса, який закохується в  19-річну туристку Анну, з котрою він відвідує вечірки і починає отримувати справжнє задоволення від життя.

## У ролях
- Макіс Пападімітру — Костіс
- Еллі Тріггу — Анна
- Мілу ван Гросен — Міла

## Визнання
| Нагороди та номінації фільму «Засмага» | Нагороди та номінації фільму «Засмага»   | Нагороди та номінації фільму «Засмага» | Нагороди та номінації фільму «Засмага» | Нагороди та номінації фільму «Засмага» | Нагороди та номінації фільму «Засмага» |
| Рік                                    | Кінопремія / Кінофестиваль               | Категорія / Нагорода                   | Номінант                               | Результат                              |                                        |
| -------------------------------------- | ---------------------------------------- | -------------------------------------- | -------------------------------------- | -------------------------------------- | -------------------------------------- |
| 2016                                   | Роттердамський міжнародний кінофестиваль | Нагорода Big Screen                    | «Засмага»                              | Номінація                              |                                        |
| 2016                                   | Единбурзький міжнародний кінофестиваль   | Найкращий фільм                        | «Засмага»                              | Номінація                              |                                        |
| 2016                                   | Одеський міжнародний кінофестиваль       | Найкращий фільм                        | «Засмага»                              | Номінація                              |                                        |